# Durante de Duranti
Durante de Duranti (født 5. oktober 1507 i Palazzolo sull’Oglio, død 24. december 1557 i Brescia) var en katolsk kardinal. Han var biskop af Cassano i Italien
Han blev udnævnt som kardinal af pave Paul III den 19. december 1544.